# Ksar Ait Ali Oulhsan
Ksar Ait el abbass (en arabe : قصر آيت العباس) est un village fortifié dans la province de Midelt, région de Draa-Tafilalet au Maroc .